# Procitheronia purpurea
Procitheronia purpurea är en fjärilsart som beskrevs av Max Wilhelm Karl Draudt 1930. Procitheronia purpurea ingår i släktet Procitheronia och familjen påfågelsspinnare. Inga underarter finns listade i Catalogue of Life.